# Universidad Nacional de Música Bucarest
La Universidad Nacional de Música Bucarest (en rumano: Universitatea Naţională de Muzică Bucureşti) es una escuela de nivel universitario de la música se encuentra en la ciudad de Bucarest, la capital de Rumania. Establecido como una escuela de música en 1863 y reorganizado como una academia en 1931, ha funcionado como una universidad pública desde el año 2001. También ofreció formación en teatro hasta 1950, cuando esta función fue asumida por dos institutos que más tarde fueron reunidos como la UNATC.